# 양버즘나무

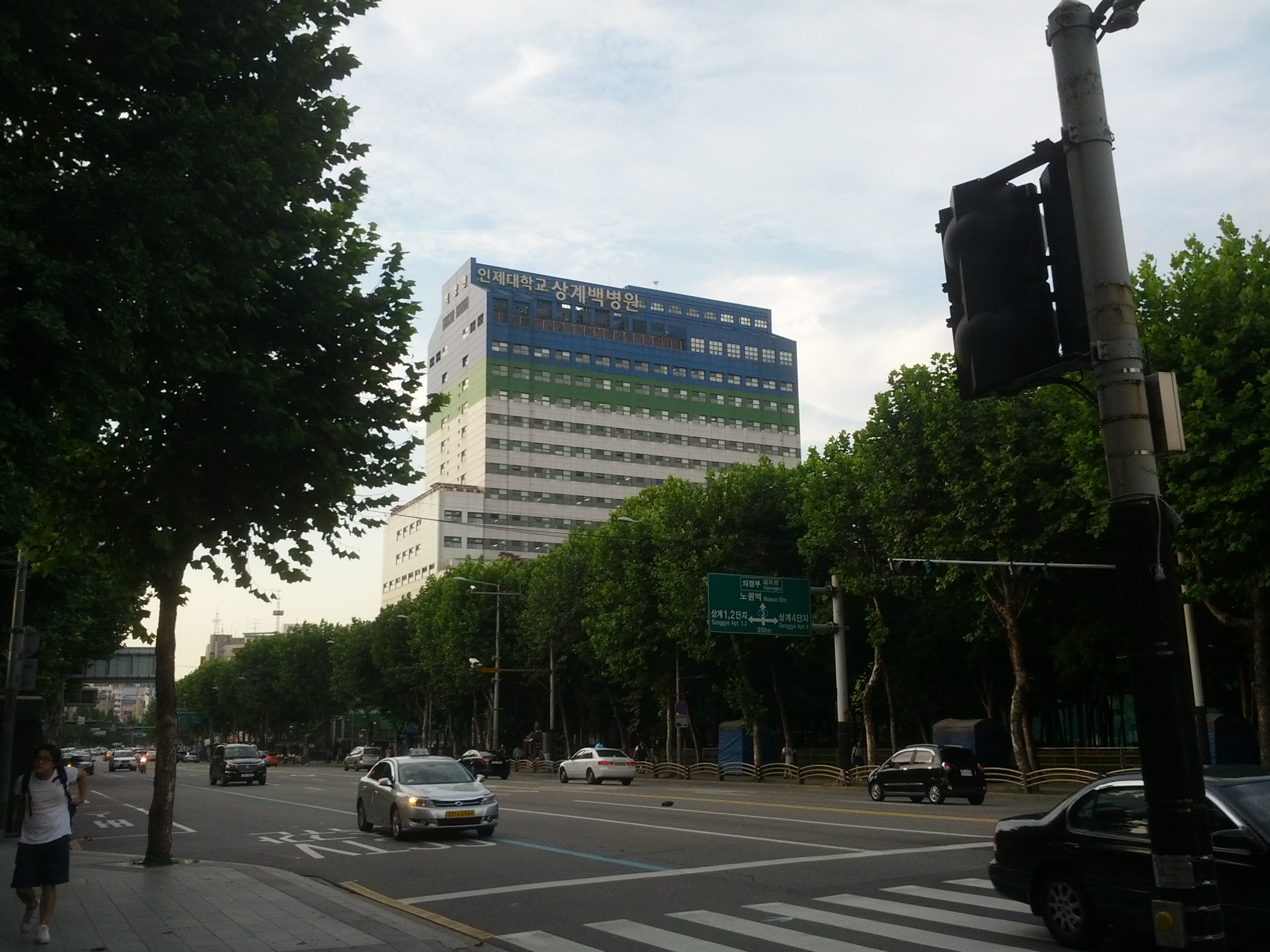
인제대학교 상계백병원 앞에 가로수로 심어져 있는 양버즘나무

양버즘나무는 북아메리카 동부가 원산지인 거대한 교목으로 흔히 플라타너스(영어: Platanus) 로 불린다. 껍질은 작은 조각으로 떨어지며 잘 벗겨지지 않는다. 잎은 넓은 난형이며 얕게 3-5갈래로 갈라진다. 폭은 10-22cm이며 가장자리에 톱니가 있거나 밋밋하고, 턱잎은 크고 밋밋하거나 물결 모양의 톱니이다. 꽃은 암수한그루로 암수 모두 두상꽃차례를 이룬다. 열매는 많은 소견과가 모인 구과 1개가 긴 구과 자루에 매달리고, 구과는 긴 거꿀계란형이다. 최대 45m까지 자라며 가로수로 심는다.